# Sonny Rollins +3
Albums de Sonny Rollins
Old Flames
(1993) Global Warming
(1998)
Sonny Rollins +3 est un album du saxophoniste ténor Sonny Rollins sorti en 1995 sous le label Milestone. Rollins est accompagné de son fidèle bassiste Bob Cranshaw, des pianistes Tommy Flanagan ou Stephen Scott et des batteurs Jack DeJohnette ou Al Foster.

## Réception
Le commentaire de Scott Yanow sur AllMusic indique que « Rollins est en excellente forme, évoluant sur deux compositions personnelles et cinq standards [...] Cet enregistrement studio saisi l'émotion d'un Sonny Rollins en concert et est fortement recommandé ».

## Titres
| N° | Titre                          | Compositeur                        | Durée |
| -- | ------------------------------ | ---------------------------------- | ----- |
| 1. | What a Difference a Day Made   | Stanley Adams, María Mendez Grever | 10:05 |
| 2. | Biji                           | Sonny Rollins                      | 8:18  |
| 3. | They Say It's Wonderful        | Irving Berlin                      | 6:15  |
| 4. | Mona Lisa                      | Ray Evans, Jay Livingston          | 3:53  |
| 5. | Cabin in the Sky               | Vernon Duke, John Latouche         | 8:50  |
| 6. | H.S.                           | Sonny Rollins                      | 6:17  |
| 7. | I've Never Been in Love Before | Frank Loesser                      | 12:19 |

## Enregistrement
Les morceaux sont enregistrés à New York en 1995 ; les titres 3 et 5 le 30 aout et les autres le 7 octobre.
| Musicien        | Instrument      | Titre         |  | Équipe technique |              |
| --------------- | --------------- | ------------- |  | ---------------- | ------------ |
| Sonny Rollins   | saxophone ténor | 1-7           |  | George Avakian   | Producteur   |
| Bob Cranshaw    | basse           | 1-7           |  | Gene Curtis      | Ingénieur    |
| Stephen Scott   | piano           | 3, 5          |  | Jamie Putnam     | Design       |
| Tommy Flanagan  | piano           | 1, 2, 4, 6, 7 |  | Steve Maruta     | Photographie |
| Jack DeJohnette | batterie        | 3, 5          |  |                  |              |
| Al Foster       | batterie        | 1, 2, 4, 6, 7 |  |                  |              |